# Henryk Karyncki
Henryk VI Karyncki (ur. ok. 1265, zm. 2 kwietnia 1335 w Tyrolu) – król Czech w 1306 i 1307–1310, hrabia Tyrolu, książę Karyntii i Krainy w latach 1295–1335, tytularny król Polski 1306 i 1307–1310.

## Życiorys
Był synem Meinharda II i Elżbiety Bawarskiej z rodu Wittelsbachów. Jego siostrą była Elżbieta Tyrolska, żona Albrechta I Habsburga.
Od 1295 roku wspólnie z braćmi Ottonem i Ludwikiem rządził Karyntią i Tyrolem. W czasie wojny domowej w Niemczech popierał Albrechta Habsburga przeciw Adolfowi z Nassau.
Po zamordowaniu Wacława III w 1306 roku Henryk Karyncki jako mąż Anny Przemyślidki, córki Wacława II, ogłosił się spadkobiercą korony czeskiej. Musiał jednak ulec wobec Habsburgów. Rudolf III Habsburg najechał Czechy, ożenił się z Elżbietą Ryksą i zasiadł na tronie w Pradze. Nie udało mu się jednak koronować, gdyż 4 lipca 1307 nagle zmarł. Otworzyło to powtórną szansę dla Karyntczyka. 15 sierpnia 1307 Henryk został wybrany królem Czech przez szlachtę czeską, podnosząc także ze strony żony pretensje do tronu polskiego. Przez cały okres swoich rządów tytułował się królem Czech i Polski.
Zraził do siebie możnych polityką fiskalną. Spowodowało to bunt przeciw monarsze, na którego czele stanęli opaci cysterscy z klasztorów w Zbrasławiu i Sedlcu. Stronnictwo Henryka Karynckiego opuścił wpływowy podkomorzy królewski i faworyt królowej Ryksy Elżbiety, Henryk z Lipy. W Czechach wybuchła wojna domowa, którą dla swoich planów dynastycznych postanowili wykorzystać Luksemburgowie. W sierpniu 1310 na sejmie Rzeszy we Frankfurcie nad Menem król niemiecki Henryk VII Luksemburski pozbawił go władzy, oddając Czechy swojemu synowi Janowi Luksemburskiemu. W wyniku wyprawy wojsk luksemburskich, Henryk zmuszony był ustąpić z tronu i udał się do Tyrolu. Przed wyjazdem za Alpy zabrał ze sobą ze skarbca praskiego insygnia koronacyjne Przemyślidów i Piastów, których Luksemburgom już nigdy nie zwrócił.
Pomimo że stracił tytuł króla czeskiego i znaczenie polityczne w Rzeszy, udało mu się jednak jeszcze kilkakrotnie wziąć udział w ważnych wydarzeniach politycznych. W 1314 roku podczas wojny domowej w Niemczech wspierał Habsburgów przeciwko Ludwikowi IV Bawarskiemu. W 1325 roku był mediatorem między dwiema zwaśnionymi stronami, które zakończyło się uznaniem przez króla niemieckiego praw do tronu Fryderyka Habsburga i powierzenia mu koregencji. W 1327 roku Henryk Karyncki pogodził się z Luksemburgami i wydał w 1329 roku swoją córkę Małgorzatę za Jana Henryka Luksemburskiego. Brał udział w wyprawie włoskiej Ludwika IV Bawarskiego po koronę cesarską, podczas której zdobył miasta Padwę i Treviso.
Sojusz Henryka Karynckiego z Luksemburgami skłócił go z Habsburgami i Wittelsbachami, którzy zawiązali przeciwko niemu pakt w Augsburgu mający na celu odebranie mu jego posiadłości.
Henryk Karyncki zmarł 2 kwietnia 1335 roku na zamku Tyrol. Przyczyną jego śmierci była cholera. Pochowany został w opactwie w Stams.

## Małżeństwa i potomstwo
Był trzykrotnie żonaty. W 1306 ożenił się z Anną Przemyślidką (1290–1313). Owdowiawszy w 1313, jeszcze w tym samym roku ożenił się z córką księcia Brunszwiku-Grubenhagen Henryka Dziwaka Adelajdą (1300–1320), z którą doczekał się dwóch córek: 
- Adelajdy,
- Małgorzaty Maultasch.

W 1330 jego trzecią żoną została Beatrycze Sabaudzka (1310-1331), córka Amadeusza V Wielkiego.